# 佐賀県道・福岡県道145号江口長門石江島線
佐賀県道・福岡県道145号江口長門石江島線（さがけんどう・ふくおかけんどう145ごう えぐちながといしえじません）は、佐賀県三養基郡みやき町から福岡県久留米市を経由して、佐賀県鳥栖市に至る一般県道である。

## 概要
佐賀県三養基郡みやき町大字江口から福岡県久留米市を経由して、佐賀県鳥栖市村田町に至る。
起点と終点は佐賀県だが、途中福岡県久留米市を通過する（路線状況）。

### 路線データ
- 起点：佐賀県三養基郡みやき町大字江口（豆津橋交差点、国道264号交点、佐賀県道22号北茂安三田川線起点）
- 終点：佐賀県鳥栖市村田町（村田町交差点、国道34号交点）

## 路線状況
この県道に限らず、筑後川一体を通る県道は二県に連続でまたがる事が多い。似たような例では主要地方道では佐賀県道・福岡県道19号諸富西島線（起点・終点は佐賀県だが途中で福岡県大川市・久留米市を通る）、一般県道では福岡県道・佐賀県道144号中津天建寺武島線（起点・終点は福岡県だが途中で佐賀県三養基郡みやき町を通る）、佐賀県道・福岡県道138号西島筑邦線（福岡県と佐賀県をそれぞれ二回交互に通過する）などがある。

### 重複区間
- 佐賀県道336号中原鳥栖線（佐賀県鳥栖市江島町）

### 道路施設

#### 橋梁
- 福岡県
  - 上千栗橋（沼川、久留米市 - 佐賀県三養基郡みやき町）
- 佐賀県
  - 宮前橋（三養基郡みやき町 - 鳥栖市）
  - 江島橋（鳥栖市）
  - 浮殿橋（沼川、鳥栖市）

## 地理

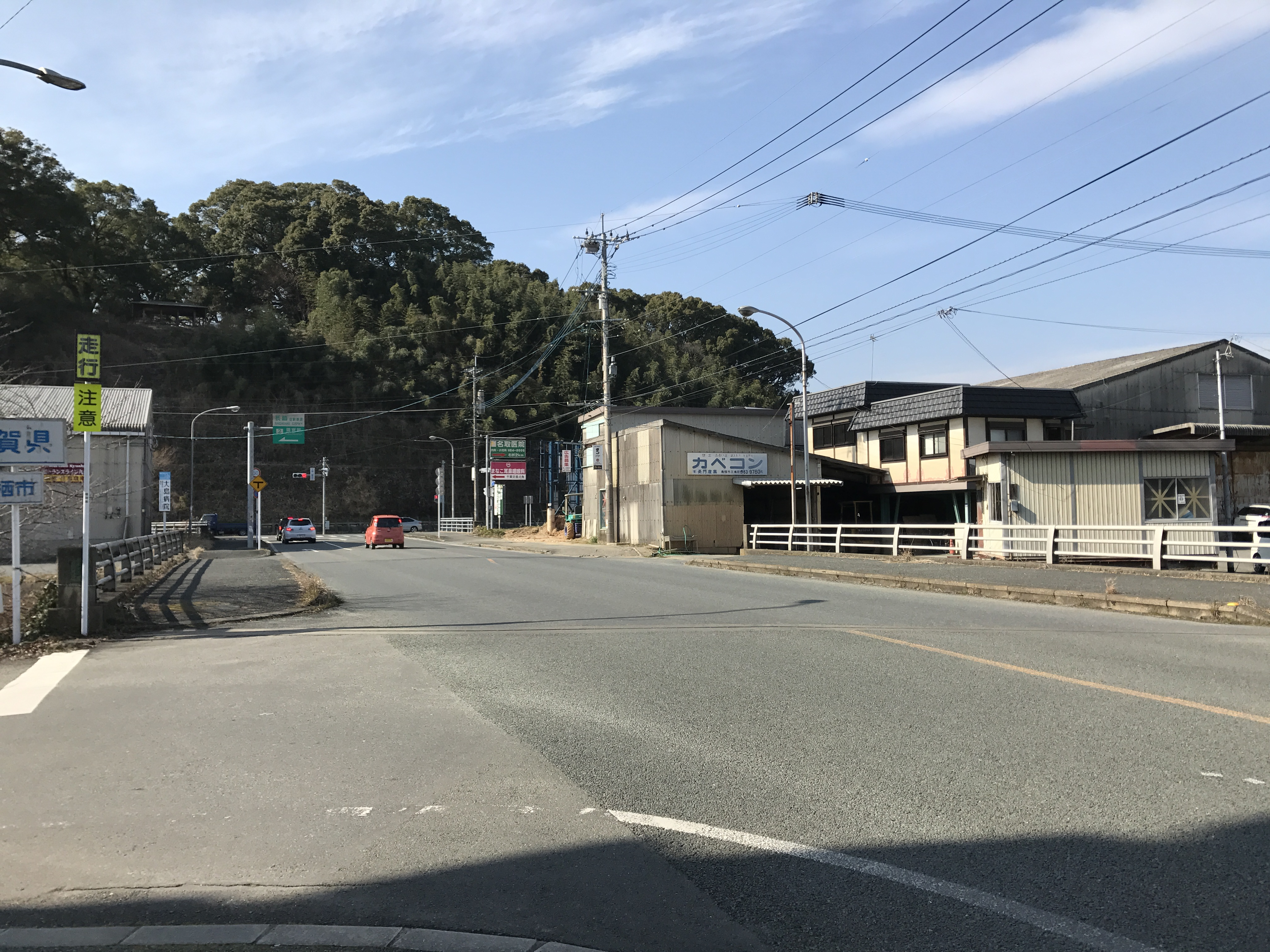
千栗八幡宮付近（福岡県側から佐賀県側を望む）

### 通過する自治体
- 佐賀県
  - 三養基郡みやき町
- 福岡県
  - 久留米市
- 佐賀県
  - 鳥栖市 - 三養基郡みやき町 - 鳥栖市

### 交差する道路
| 交差する道路                         | 市町村名 | 市町村名 | 交差する場所 | 交差する場所        |
| ------------------------------------ | -------- | -------- | ------------ | ------------------- |
| 国道264号 佐賀県道22号北茂安三田川線 | 三養基郡 | みやき町 | 大字江口     | 豆津橋交差点 / 起点 |
| 佐賀県道336号中原鳥栖線 重複区間起点 | 鳥栖市   | 鳥栖市   | 江島町       |                     |
| 佐賀県道336号中原鳥栖線 重複区間終点 | 鳥栖市   | 鳥栖市   | 江島町       |                     |
| 佐賀県道302号肥前旭停車場線          | 鳥栖市   | 鳥栖市   | 西田町       | 旭小学校西交差点    |
| 国道34号                             | 鳥栖市   | 鳥栖市   | 村田町       | 村田町交差点 / 終点 |

### 沿線
- 筑後川
- 久留米市立長門石小学校
- 千栗八幡宮
- 鳥栖警察署 村田駐在所
- 佐賀競馬場（終点付近）